# De'Angelo Wilson
De'Angelo Wilson (29. marts 1979 i Dayton, Ohio – 26. november 2008) var en amerikansk hip-hop-kunstner, film og tv- skuespiller.
Han gik på Kent State University i Kent, Ohio, hvor han studerede skuespil.
Wilson optrådte i fire film, bl.a. som DJ Iz i 8 Mile (2002) og som Jesse som 19-årig i Antwone Fisher (2002). Han optrådte også i to tv-produktioner.
Wilson blev fundet hængende i baglokalet af en kommerciel bygning i Los Angeles, Californien. Dødsårsagen var selvmord. Hans mor, Debra, udtalte, at hendes søn var blevet deprimeret og havde en følelse af, at hans karriere gik dårligt. Wilsons venner betalte for at få hans krop sendt tilbage til Ohio til begravelse.